# Вармо
Вармо (італ. Varmo, вен. Varmo) — муніципалітет в Італії, у регіоні Фріулі-Венеція-Джулія,  провінція Удіне.
Вармо розташоване на відстані близько 450 км на північ від Рима, 70 км на північний захід від Трієста, 29 км на південний захід від Удіне.
Населення — 2853 особи (2014).
Щорічний фестиваль відбувається 10 серпня. Покровитель — Святий Лаврентій.

## Демографія
Населення за роками:

Станом на 1 січня 2023 року в муніципалітеті офіційно проживало 127 іноземців з 33 країн, серед них 35 громадян країн Євросоюзу та 11 громадян України.

## Сусідні муніципалітети
- Бертіоло
- Каміно-аль-Тальяменто
- Кодроїпо
- Морсано-аль-Тальяменто
- Ривіньяно-Теор
- Ронкіс
- Сан-Мікеле-аль-Тальяменто